# خفاش‌های زرد
خفاش‌های زرد (نام علمی: Scotophilus) نام یک سرده از خانواده خفاش‌ناهیدی است.